# Лоха (провінція)
Лоха (ісп. Loja) — провінція Еквадору. На заході та південному заході межує з провінціями Перу — Тумбес та П'юра.

## Адміністративний поділ

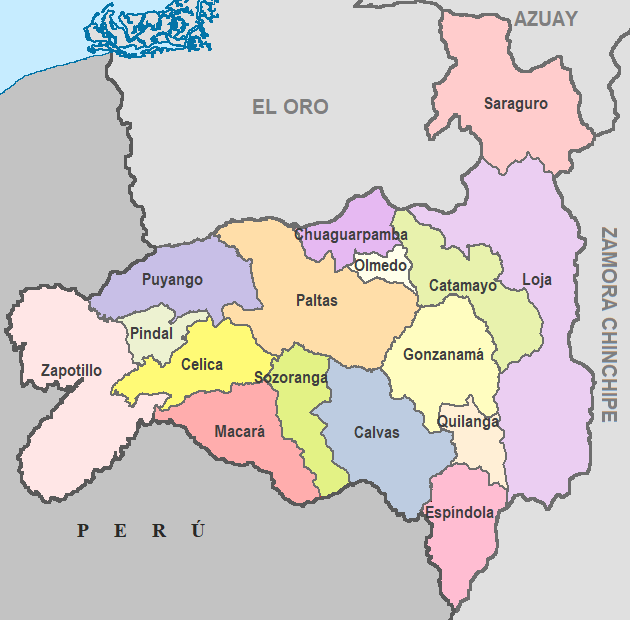
Кантони провінції Лоха

Провінція поділяється на 16 кантонів:
| №  | Прапор | Кантон                     | Населення, осіб (2010) | Адміністративний центр     |
| -- | ------ | -------------------------- | ---------------------- | -------------------------- |
| 1  |        | Кальвас (Calvas)           | 28 185                 | Каріаманга (Cariamanga)    |
| 2  |        | Катамайо (Catamayo)        | 30 638                 | Катамайо (Catamayo)        |
| 3  |        | Селіса (Celica)            | 14 468                 | Селіса (Celica)            |
| 4  |        | Чагуарпамба (Chaguarpamba) | 7 161                  | Чагуарпамба (Chaguarpamba) |
| 5  |        | Еспіндола (Espíndola)      | 14 799                 | Амалуса (Amaluza)          |
| 6  |        | Гонсанама (Gonzanamá)      | 12 716                 | Гонсанама (Gonzanamá)      |
| 7  |        | Лоха (Loja)                | 214 855                | Лоха (Loja)                |
| 8  |        | Макара (Macará)            | 19 018                 | Макара (Macará)            |
| 9  |        | Ольмедо (Olmedo)           | 4 870                  | Ольмедо (Olmedo)           |
| 10 |        | Пальтас (Paltas)           | 23 801                 | Катакоча (Catacocha)       |
| 11 |        | Піндаль (Pindal)           | 8 645                  | Піндаль (Pindal)           |
| 12 |        | Пуянго (Puyango)           | 15 513                 | Аламор (Alamor)            |
| 13 |        | Кіланга (Quilanga)         | 4 337                  | Кіланга (Quilanga)         |
| 14 |        | Сарагуро (Saraguro)        | 30 183                 | Сарагуро (Saraguro)        |
| 15 |        | Сосоранга (Sozoranga)      | 7 465                  | Сосоранга (Sozoranga)      |
| 16 |        | Сапотільйо (Zapotillo)     | 12 312                 | Сапотільйо (Zapotillo)     |